# 俄羅斯空降軍

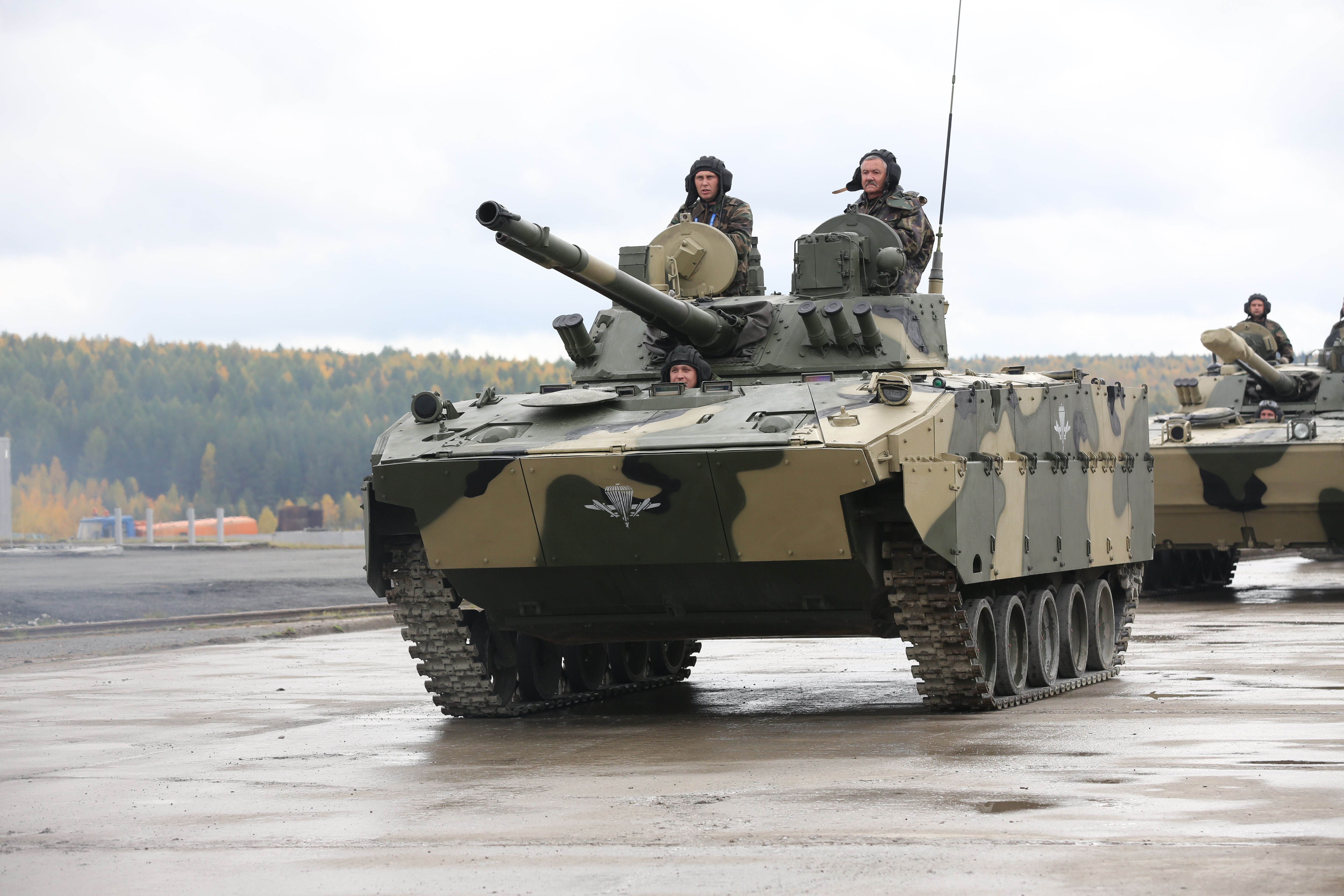
BMD-4M裝甲空投戰車

俄罗斯空降軍（羅馬化：Vozdushno-desantnye voyska、縮寫：ВДВ，羅馬化：VDV）是俄罗斯联邦武装力量中一个和陆海空三军并列的独立军种，執行空降作戰，直接受空降軍司令官指挥，由數個空降師、旅組成，是俄罗斯联邦武装力量的重要战略组成部分，有「一號響應力量」之稱。前身是在冷战时代拥有十万兵员规模的苏联空降军。
现任空降軍司令官是米哈伊爾·捷普林斯基上將（2022年6月16日至今）。俄罗斯空降军的兵员的特征是身穿和水手一样的蓝白横纹汗衫，戴天蓝色贝雷帽。

## 苏联时代
1930年代苏联军事理论认为，在进攻作战中，空降兵应夺取敌深远纵深目标并坚守直到装甲和骑兵部队到来。在苏联红军1935年《大纵深作战条令》：“在正面部队突破的同时，伞兵应当空降至敌深远后方以完成对敌人的彻底击溃。”
1931年建立世界上第一支正式的伞兵部队。1935年对外国公开的基辅大演习中，50架TB-3重轰炸机将1188名伞兵空投在一座机场附近，第二波TB-3机群机降1765名士兵、10门火炮、1台T-37轻型坦克。
1940年，苏军在苏芬战争中部署了空降兵。
1941年4月，在基辅特别军区组建了苏联空降兵第1军，辖空降兵第1、第204、第211旅；在哈尔科夫军区组建了苏联空降兵第2军，辖空降兵第2、第3、第4旅。瓦西里·阿法纳希耶维奇·格拉祖诺夫少将奉命在敖德萨军区五一城组建苏联空降兵第3军，率部参加了基辅战役。扎多夫在西部特别军区明斯克州组建空降兵第4军，辖空降兵第7、第8、第214旅。在波罗的海特别军区组建了苏联空降兵第5军，辖空降兵第9、第10、第201旅。
1941年战争爆发时苏联有10个空降师和相当数量的独立空降旅、团。1941年-1943年实施的五次大规模空降作战，四次以惨败收场。
1941年7月26日至8月28日，苏军空降兵第104旅和202旅的骨干共300余人组成10余个战斗破坏组，夜间秘密伞降，对基辅地区未及撤走的军械仓库等进行了一系列的破坏，并对附近地区的桥梁等重要交通目标进行了破坏。 
1941年8月22日夜间，在斯摩棱斯克州中部亞爾采沃地区伞降1个连，炸毁赫莫斯季河上的两座桥梁，在敌后活动45天，于10月上旬撤出。 
1941年8月29日，瓦西里·阿法纳希耶维奇·格拉祖诺夫少将担任苏联空降兵首任司令员。
1941年9月22日敖德萨防御战役期间，苏军在东郊罗马尼亚军队阵地后方的道路枢纽部伞降23人，袭击了罗军1个营的指挥所，迫使罗军惊慌失措后撤了5—8公里，苏军海军步兵第3团顺利登陆与伞兵会合。 
1941年10月莫斯科会战奥廖尔-布良斯克防御战役中，3日-4日苏联空降兵第5军军长格尔杰夫少将指挥空降第10旅和第201旅共6000人，由80架帕埃斯—84型运输机和TB-3重轰炸机空运500公里在奥廖尔机场及奥廖尔东北8公里的奥图哈机场降落，抗击德国古德里安坦克第2集群从奥廖尔向姆岑斯克的突击，为苏联近卫步兵第1军在姆岑斯克的组建与组织防御赢得了10昼夜时间。这开创了空降兵的独特使用方式：在己方控制中的机场降落，着陆后快速展开，协同地面部队阻滞敌军前进，掩护主力组织新的防御。
1941年11月，空降兵第3军改编为亚历山大·罗季姆采夫上校的步兵第87师。
1941年12月14日夜间空降兵第214旅的1个营415人在克林地区伞降，着陆后持续战斗了9昼夜，破坏了29座桥梁，袭击阻滞了撤退中的德军。与正面作战部队会合。
1941年12月17日，空降兵第5军改编为苏联步兵第53师。
刻赤-费奥多西亚登陆战役中，1941年12月31日夜间空降兵第2军的1个营450人乘坐特伯-3型重轰炸机从克拉斯诺达尔机场出发伞降在刻赤半岛阿拉巴特峰腰部。着陆后夺取了附近的敌炮兵阵地，派出破坏群袭击和伏击敌军通信联络和指挥。保障了第44集团军在刻赤半岛强行登陆。空降兵与登陆部队会合后即退出战斗。
1942年1月3日夜，西方面军第43集团军当面，伞兵先遣队202人和第201空降旅第1营214人在大法季扬诺沃伞降，按突击队、保障队、预备队和场地组的顺序依次着陆，当天集合了15％的人员。第二天晚上占领大法季扬诺沃机场。在敌后独立活动，袭击了米亚特列沃车站，破坏了交通运输，至1月19日与正面部队第10集团军会合。
1942年1月18日3时35分，空降兵第201旅第2、第3营第1批乘16架飞机起飞，当日上午9时伞降452人，于当天向兹纳缅卡机场发起进攻，但未能夺取机场。1月20日夜间，步兵第250团在普列斯涅沃西北机降场3昼夜内机降了1643人。破坏了尤赫诺夫至维亚济马的公路和铁路运输，在敌后战斗了12昼夜。1月底在尤赫诺夫以西完成突破的近卫骑兵第1军会合。
维亚济马空降战役（1942年1月18日-2月28日），苏联空降兵第4军军长列瓦绍夫少将率第8旅、第9旅和第214旅，第一批次在在维亚济马西南的奥泽列奇尼亚6个昼夜空降了第8旅2500余人，但只能集结起来746人。第二批次在尤赫诺夫以西的热拉尼耶游击区，以41架帕埃斯-84型和23架特伯-3型飞机6个夜间空降7373名伞兵以配合苏军第50集团军的进攻，2月22日伞降时军长列瓦绍夫座机被击中未及跳伞即牺牲，由军参谋长亚历山大·费多罗维奇·卡赞金上校率领。只有5000名伞兵完成集结。空降兵第4军在敌后坚持战斗5个月，6月24日突围与苏联第10集团军会合时，空降兵第4军还有2300人，另有1700名游击队员，2000名伤病员。战役结束后，苏军空降兵司令员瓦西里·阿法纳希耶维奇·格拉祖诺夫少将被解除职务
1942年2月15日，加里宁方面军第29集团军司令部及部分部队在勒热夫地区被德军合围。空降兵第204旅1个伞降进去，由于找不到空降场三分之一的飞机载着空降兵返回机场，全营只降下312人，伞降后集结了166人，掩护了29集团军部队突围。
1942年4月9日在西北方面军当面的洛云河渡口伞降200人，抢占渡口，第二日突击第4集团军的先头部队进抵空降地域。
1942年8月2日，空降兵第1军在柳別爾齊改编为若卢杰夫少将的近卫步兵第37师，参加斯大林格勒战役坚守斯大林格勒拖拉机厂厂区；空降兵第2军在北高加索改编为近卫步兵第32师；空降兵第4军改编为近卫步兵第38师。
1942年10月23日深夜，苏联海军黑海舰队航空兵抽调了40人组成伞兵小分队，在迈科普机场伞降，经40分钟战斗击毁了机场上54架飞机中的22架，击伤20架，伞兵仅伤亡14人，主动撤出逃入游击区。
1943年2月14日，外高加索方面军派出空降兵80人伞降在诺沃罗西斯克城以西，袭击了抗登陆的德军通信及后方。3天后撤出。空降兵战斗伤亡16人。
1943年7月18日，苏军从空降兵学校抽调52人，伞降到涅任地区开展游击战。依靠当地群众队伍不断扩大。9月12日，进入波列斯克，达到800人。在苏联游击活动司令部的空中运输支援下，1944年8月，进入捷克斯洛伐克境内达到6000余人，包括22个不同民族。1945年2月26日，该游击兵团与进攻的苏联乌克兰第四方面军会合。
1943年第聂伯河会战期间发起了第聂伯河空降战役，空降兵第1、3、5旅约1万人临时组成的1个空降兵军，空降兵副司令员伊万·伊万诺维奇·扎捷瓦欣少将任军长，归沃罗涅日方面军瓦图京大将指挥。空降兵司令员亚历山大·卡波托欣少将（1943年8月至1944年8月）和副司令员斯皮林少将负责组织，苏军空军参谋长负责空中输送。任务是在第聂伯河右岸布克林弯曲部夺取利波维罗格、马克多内、尚德拉、斯捷潘齐、卡涅夫等地域。9月24日实施伞降之前一天，德军增援部队进抵空降场固守。当夜，空降兵第3、第5旅4575名伞兵着陆后就受到德军装甲第19师的攻击，作战行动开始后的24小时内就有2400名伞兵阵亡。仅仅集结起1200名伞兵，9月底编组为1个旅辖3个营和4个独立排由幸存的空降第5旅旅长西多尔丘克中校指挥，在卡涅夫附近地区独立战斗。10月5日以前，空降兵司令部与空降战斗地域一直没有沟通联络。10月6日一个无线电通信组找到旅部，从这时起才与后方沟通联络。11月13日夜，该旅奉命袭击德军，掩护第52集团军强渡第聂伯河夺取登陆场。15日19时，该旅与渡河部队会合，完成了敌后活动50天，转入坚守登陆场的战斗至11月28日，空降兵将阵地交给进攻部队撤离战场。此次空降战役惨败。此后，苏军放弃了对德战争中大规模使用空降作战。
1944年8月，伊万·扎捷瓦欣中将任独立空降集团军司令员，1945年1月至1946年4月任空降兵司令员。
1945年1月5日，组建了近卫第9集团军。集团军司令部由苏联第7集团军野战领率机关与独立空降集团军合编，司令员瓦西里·格拉戈列夫上将。辖近卫步兵第37、第38、第39军。2月27日，转隶乌克兰第2方面军，位于布达佩斯东南的匈牙利境内。3—4月参加了维也纳战役，4月初近卫第9集团军在西北方向迂回维也纳，协同近卫坦克第6集团军进至多瑙河，切断了维也纳德军向西的退路。5月初参加了布拉格战役。5月8日抵达易北河结束了战斗历程。二战后，近卫第9集团军司令部改编为苏联空降兵司令部，格拉戈列夫从1946年4月任空降兵司令员至1947年去世。

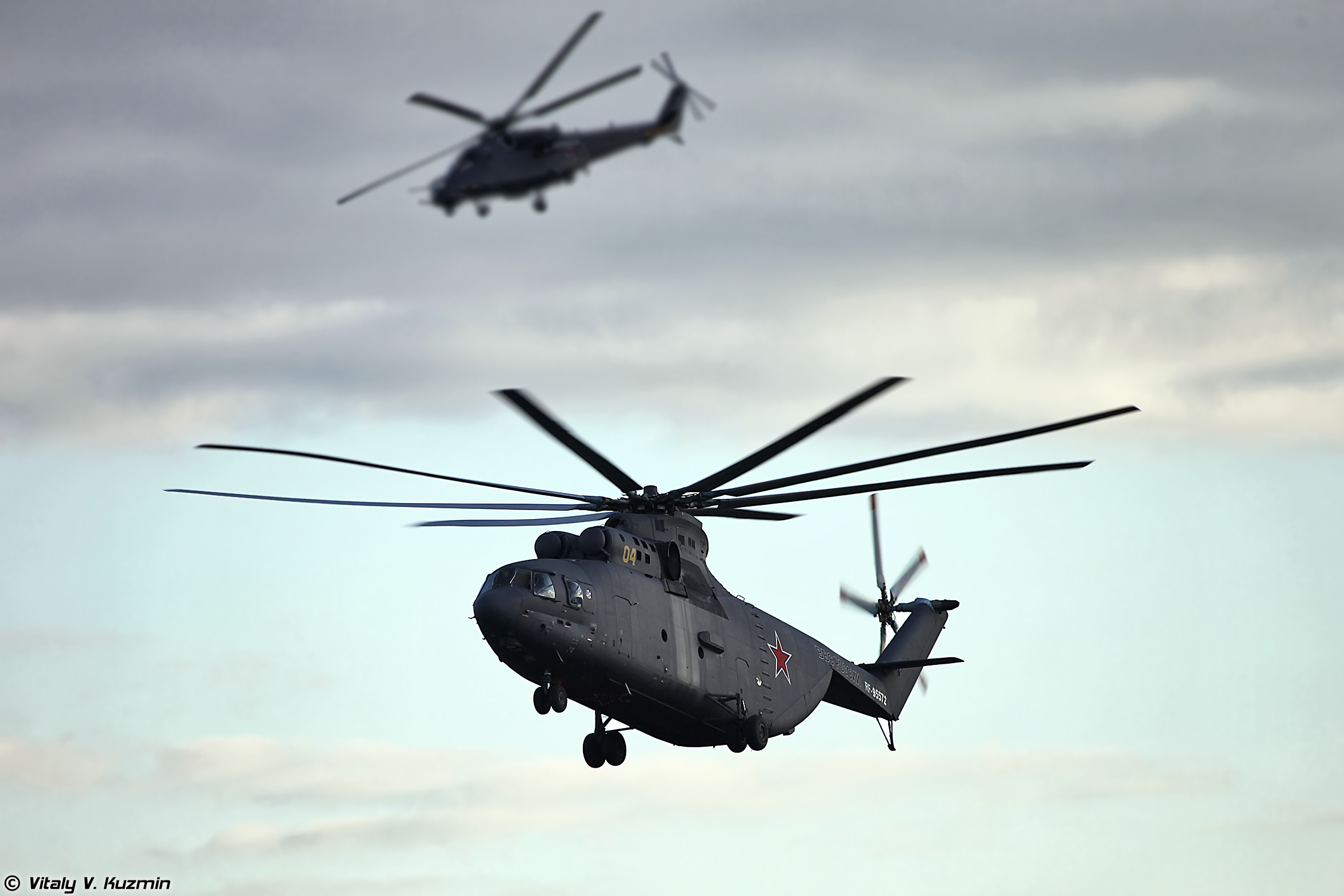
Mi-26巨型直升機

1945年8月16日至27日在日本宣布投降后，苏军对中国东北、北朝鲜等地实施了空降：
- 8月16日300人在通辽的机降；
- 8月18日至20日500人在哈尔滨的机降；远东第一方面军副参谋长、方面军军事委员会全权代表舍拉霍夫少将8月18日19时率领空降兵120人乘坐7架里-2型运输机从滨海边疆区霍罗尔区机场起飞，在哈尔滨机场降落，迅速占领机场。次日晨进入市内的分队占领了日本领事馆、宪兵司令部、警察局等大楼，向与先期抵哈的关东军参谋长秦彦三郎提交最后通谍，用飞机将其送往远东第一方面军指挥所。8月19日向哈尔滨空运158人，8月20日又空运213人。以迎接远东第一方面军下属的红旗第1集团军建立的快速先遣支队（含坦克第77、坦克257旅，反坦克歼击炮兵第60旅，近卫迫击炮兵第52旅，步兵第22、第300师抽调的7个步兵营，两个自行火炮营）8月19日在亚布力上火车向哈市铁路输送，8月20日清晨驶入哈尔滨火车站卸载，进入市区，接管哈市主要军事目标，并对桥梁、发电厂和火车站等重要设施布置了警戒。
- 8月19日拂晓，后贝加尔方面军军事委员会特命全权代表阿尔乔缅科上校率领的12人先遣小组由5架战斗机护送在长春降落，直奔日关东军司令部接受日军投降。中午11时载有300名空降兵的运输机群降落。阿尔乔缅科在关东军司令员会议室会见日关东军司令山田，向他提交了立即无条件投降的通谍。空降兵迅速占领了火车站、银行、邮局、广播电台等重要目标。20日，苏军地面先头部队进入该市。
- 8月19日12时200人乘坐运输机10架，在远东第一方面军军事委员会特命全权代表列别捷夫上校率领下机降抢占吉林市机场，并控制吉林市的火车站、电报局、邮局、银行以及松花江大桥和大坝等重要目标。8月20日，苏地面先头部队进入该市。
- 8月19日13时，后贝加尔方面军军事委员会特命全权代表、方面军政治部主任普图拉少将率领225人战斗机掩护下在沈阳机场机降着陆。在候机室当场俘获准备逃往日本的伪满洲国皇帝溥仪及其随行人员。次日机降了100余人，控制市内各重要目标。
- 8月21日500人在大连的机降；
- 8月22日，后贝加尔方面军副司令员伊万诺夫中将直接率领空降兵200人在旅顺机场机降。夺取港口的重要目标，以防日军撤走。8月23日，苏地面先头部队进入该市，8月25日，苏又空运了200余名水兵，以控制港口。
- 8月23日300人在延吉的机降
- 8月23日100人在萨哈林岛的机降；
- 8月24日150人在平壤的机降等。

苏联远东方面军独立第88步兵旅的东北抗日联军与朝鲜反日武装，大部分人员经受过伞兵、滑雪、发报、爆破等训练。在苏军进攻关东军之前的7月底就派出290人组成20多支敌后侦察队，秘密伞降牡丹江、佳木斯、哈尔滨、齐齐哈尔、长春、沈阳等地进行战略侦察。又向苏联外贝加尔方面军派100人，向远东第1方面军派160人，向远东第2方面军派80人担任向导。苏联对日宣战后，300多名抗联人员伞降57个战略要点，包括12个大城市和45个中、小城市，如牡丹江、鹤立、辉南、长白、磐石、蛟河、拉法、海龙、海拉尔、洮南、鲁北、通辽、开鲁、扎赉诺尔、赤峰、长春、满洲里、大索伦、佳木斯、林口、海林、东宁等。每组按城市大小，多则10人，少则1人。各组的抗联主要负责人一律担任苏军卫戊副司令，着苏军军装、佩苏军军衔。 1945年8月8日夜，34名抗联人员从远东地区法拉机场（即“蛤蟆塘机场”）登机，在牡丹江至海林之间伞降。
在冷战时期，前苏联空降部队作为对北约作战的战略力量得到大力发展，在其巅峰时期拥有7个师，16个独立旅，团的番号，达到了约12万兵员的惊人规模，并独立成军。前苏军还首次提出了大纵深，大规模直升机机降作战的理论，并进行了最早的空中突击部队的建设尝试。
1947年10月至1948年12月，亚历山大·卡赞金中将任空降兵司令员。1948年月-1949年，谢尔盖·伊格纳季耶维奇·鲁坚科航空兵上将任空降兵司令员。1950年-1954年，亚历山大·戈尔巴托夫上将任空降兵司令员。1954年-1959年及1961-1979年瓦西里·菲利波维奇·马尔格洛夫大将任空降兵司令员。1959年-1961年伊万·瓦西里耶维奇·图塔里诺夫上将任空降兵司令员。1979年-1987年德米特里·谢苗诺维奇·苏霍鲁科夫大将任空降兵司令员。1987年-1989年1月尼古拉·瓦西里耶维奇·加里宁任空降兵司令员。1989年1月至1990年12月弗拉基斯拉夫·阿列克谢那维奇·阿恰洛夫上将任空降兵司令员。1990年12月至1991年8月帕维尔·谢尔盖耶维奇·格拉乔夫任空降兵司令员。1991年8月后由叶夫根尼·波德科尔金最后一任空降兵司令员。
1967年，从第51伞降师（图拉）中抽调部队组成第1空中突击旅。是前苏军第一支空中突击部队。
至1989年， 前苏联空降部队包括：
- 第7近卫空降师（考纳斯，立陶宛苏维埃社会主义共和国）
- 第44近卫空降师（乔瓦纳）
- 第76近卫空降师（普斯科夫，俄罗斯苏维埃联邦社会主义共和国）
- 第98近卫空降师（ 基什尼奥夫，摩尔多瓦苏维埃社会主义共和国）
- 第103近卫空降师（维捷布斯克）
- 第104近卫空降师（基洛瓦巴德，阿塞拜疆苏维埃社会主义共和国）
- 第105近卫空降师（费尔加拉）
- 第106近卫空降师 （图拉，俄罗斯苏维埃联邦社会主义共和国）
- 第242空降军训练中心（Jonava，立陶宛苏维埃社会主义共和国）
- 第345独立近卫空降团（Gudauta，格鲁吉亚苏维埃社会主义共和国）
- 第11空降强击旅
- 第13空降强击旅
- 第14，第21，第23，第35，第36，第37，第38，第39，第40，第56，第83，第95，第100空降强击旅
- 第171空降军独立通讯旅（Medvezhi Ozera，莫斯科军区，俄罗斯苏维埃联邦社会主义共和国）

空降师编制：
- 师部
  - 司令部连
  - 通信营
  - 装甲侦察连
- 3个空降团
  - 司令部连
  - 通信连
  - 装甲侦察排
  - 3个空降营，每营30台BMD
  - 装甲迫击炮连：8门120mm自行迫榴炮
  - 防空连：6门ZSU-23-2，36具SA-7防空导弹发射具
  - 反坦克炮连
  - 防化排
  - 工兵排
  - 运输连
  - 卫生排
  - 修理连
- 1个空降炮兵团：30门122毫米牵引榴炮，6门多管火箭炮
- 1个空降防空团：18套ZSU-23-2高炮及防空导弹
- 1个空降反坦克歼击炮兵营：30门ASU-85自行反坦克炮
- 1个防化连
- 1个工兵营
- 1个运输营
- 1个卫生营
- 1个后勤营
- 1个修理连

## 苏联解体后

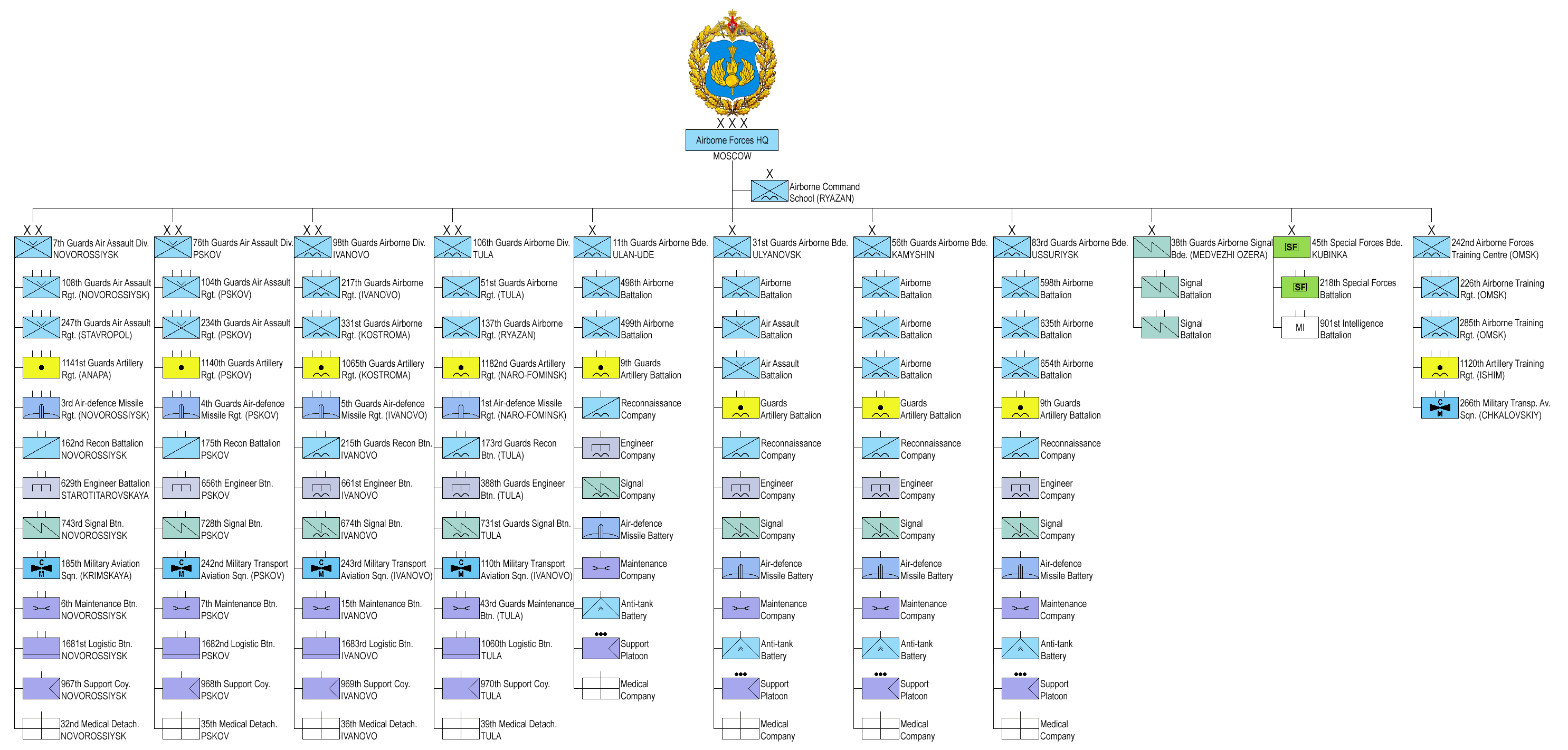
俄罗斯空降军的指挥体系

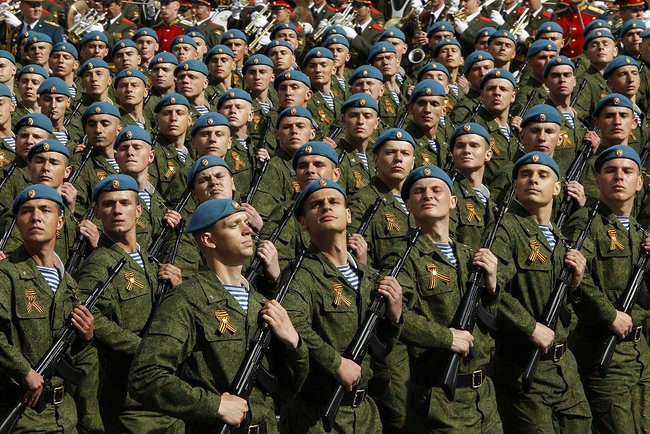
2011年衛國戰爭勝利日閱兵中的俄羅斯空降軍

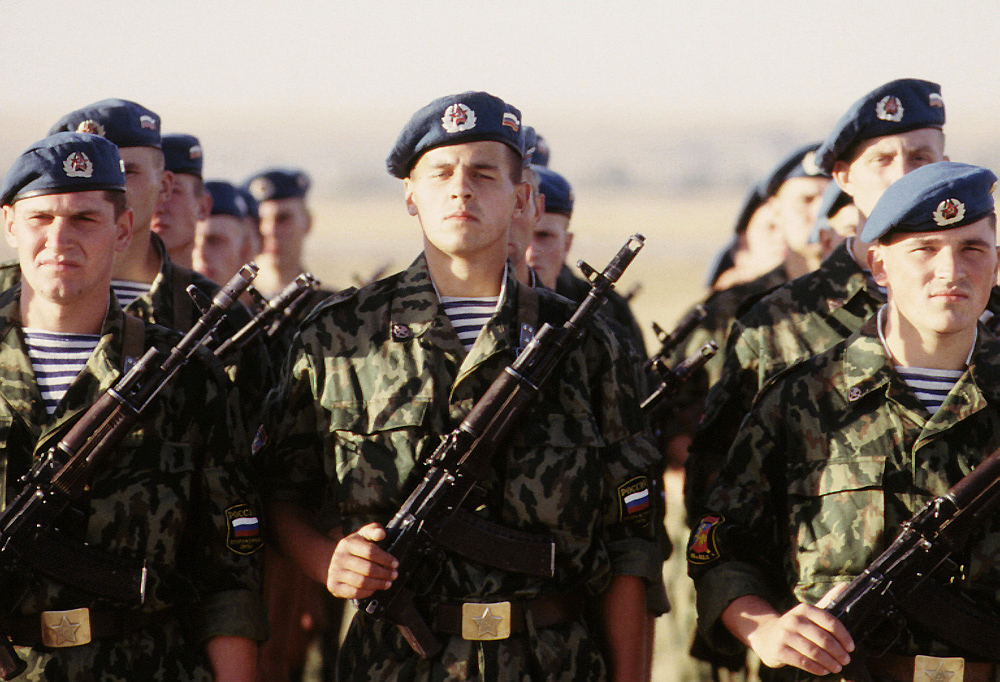
90年代的俄罗斯空降兵

苏联解体后，空降部队的数目大减:

### 指揮部直屬
- 第38近卫指揮通訊旅（英语：38th Guards Communications Brigade）
- 第45獨立近衛特別用途旅—庫賓卡
- 第150修理營

### 作戰部隊
- 第7近衛山地空中突擊师（英语：7th Guards Mountain Air Assault Division）—新罗西斯克
- 第44空降师
- 第76空中突击师—普斯科夫
- 第98近衛空降师—伊万诺沃
- 第104近衛空降师（英语：31st Guards Air Assault Brigade）—乌里扬诺夫斯克（前身是第31近卫空中突擊旅，後擴编成師）
- 第106近卫图拉空降师（英语：106th Guards Airborne Division）—图拉
- 第11近卫空中突擊旅
- 第56近衛空中突擊旅
- 第83近卫空中突擊旅（英语：83rd Guards Air Assault Brigade）
- 第52空降炮兵旅

### 培訓教育單位、機構
- 梁贊近衛高等空降指揮學校
- 聖彼得堡米哈伊洛夫斯卡婭砲兵軍事學院空降兵學院
- 烏里揚諾夫斯克衛隊空降兵部隊蘇沃洛夫軍事學校—乌里扬诺夫斯克
- 圖拉蘇沃洛夫軍事學校—圖拉
- 俄羅斯空降兵部隊鄂木斯克軍校學員軍—鄂木斯克
- 俄羅斯空降兵部隊第 242 初級專家培訓中心(MU 64712)—鄂木斯克
- 空降兵部隊第309專業降落傘訓練中心，原空降兵部隊中央降落傘運動俱樂部（為其他兵種特種部隊培訓跳傘運動員和跳傘教練）

### 军区直屬
另有两个空降强击旅/团（隶属西伯利亚军区的第11空中突击旅以及隶属北高加索军区的第56空中突击团）这两支部队因为特殊因素直接受军区指挥，而不隶属空降军总部。 
俄罗斯空降军学院在梁赞。在90年代初，出身空降部队的第一任俄罗斯联邦国防部长帕维尔·格拉乔夫将军大力推动了俄罗斯空降军的建设。经过一段时间的试验期后，第76空降师的104伞降团成为了一支全部由合同制志愿兵组成的俄军部队，不再接收征召式义务兵员服役。 

早期俄罗斯空降军臂章

俄军全军都在向以合同制志愿兵为主，征召式义务兵为辅的人员组成转变，空降军也不例外。第98空降师也是最早实现志愿兵化的部队之一，到2006年9月，第98空降师大约95％的兵员已经是合同制志愿兵。
不像西方国家比较轻型化，通常只装备轻型车辆，轻型火炮的伞兵部队。俄罗斯空降军在其前身苏联空降军时期就大力重型化，开发了多种可以空投的装甲车辆，伞兵战车以及其他轻型车辆，甚至自行火炮。至今俄罗斯空降军拥有可以将装甲车辆搭载有乘员进行同时空投的武装力量（另外还有中国）。因此，俄罗斯空降军拥有极优的机动力，和高于其他国家伞兵部队的装甲战斗力。 
俄罗斯空降部队曾在科索沃战争中搶先佔領普里什蒂纳国际机场，以报复北约将俄罗斯排除在占领科索沃的多国部队名单中。俄罗斯空降部队也经常在车臣地区作战。而第45独立特种侦察团，在第二次车臣战争中亦表现出色。
从前苏联时代延续至今，俄罗斯空降军有自己的节日。在8月2日，通常他们都会穿着海魂衫进行庆祝。著名的空降军军官有亚历山大·列别德，他曾在前苏联时代最后的几年参与了高加索车臣地区的作战。还有帕维尔·格拉乔夫，俄罗斯联邦成立后的第一任国防部长。以及著名的格斗大赛PRIDE中的重量级的自由搏击选手谢尔盖·哈里托诺夫， 他曾在梁赞高等空降兵指挥学校进修。

#### 俄羅斯入侵烏克蘭
在2022年俄羅斯入侵烏克蘭初期，空降軍擔任大部分任務，攻佔烏克蘭首都基輔近郊安托諾夫機場之主力部隊，試圖為俄軍在基輔附近打下橋頭堡。4月伊久姆地區攻勢，以及5月在北頓內茨克河遭到烏軍打擊。分析人士指出，以上這些任務都比較適合重火力裝甲部隊同步參與，但俄軍過度依賴輕型空降兵力突擊為主，導致軍隊損失減員嚴重，更反映出上級戰略錯誤。

## 武器装备

### 裝甲車辆
- 坦克
  - T-90M
- 空降步兵战车：
  - 2S25
  - BMD-1
  - BMD-2“Budka”
  - BMD-3“Baxha”
  - BMD-4“Baxha-U”
  - BTR-RD（英语：BTR-D）“机器人”
  - BTR-ZD（英语：BTR-D）“锉刀”

### 車輛
根據Ural、GAZ、KAMAZ生產過的車輛改良許多版本；也乘用UAZ。

### 火炮
- ASU-57空降自走炮（已退役）
- ASU-85空降自走炮
- 2S9自走迫擊砲 “NONA-S”
- 2S25反戰車自走炮
- 2A18（D-30）榴彈炮（英语：122 mm howitzer 2A18 (D-30)）、2A18M（D-30A）榴彈炮（英语：122 mm howitzer 2A18 (D-30)）
- ZU-23-2雙管高射炮
- TOS-1火箭炮[7]

### 輕兵器
- AKS-74突擊步槍
- AK-74M突擊步槍
- AK-12突擊步槍
- A545突擊步槍
- RPK-74輕機槍
- PKMS通用機槍
- Pecheneg通用機槍
- SVD狙擊步槍
- GP-25、GP-30槍掛榴彈發射器
- AGS-17自動榴彈發射器

### 引用
1. ↑  . tass.com. TASS. 30 July 2015  [2022-03-27]. （原始内容存档于2022-06-27）.
2. ↑  .   [2008-05-04]. （原始内容存档于2008-05-04）.
3. ↑  .   [2007-10-30]. （原始内容存档于2008-01-31）. via www.orbat.com forum
4. ↑  Routledge, IISS Military Balance 2007, p.195
5. ↑  .   [2007-12-28]. （原始内容存档于2007-09-27）.
6. ↑  ETtoday新聞雲. . ETtoday新聞雲. 2022-05-26  [2023-07-02]. （原始内容存档于2023-01-25） （中文）.
7. ↑  .   [2023-07-02]. （原始内容存档于2023-07-07）.